# Pierre au Bordeu
Pour les articles homonymes, voir Bordeu.
La Pierre au Bordeu, ou Pierre du Bordeu ou encore Pierre levée de Montmilcent, est un menhir situé à Tournai-sur-Dive, dans le département français de l'Orne.

## Historique
Le mégalithe fait l’objet d’un classement au titre des monuments historiques depuis le 27 octobre 1938.

## Description
Le menhir est un bloc de grès de 3,30 m de hauteur.